# Megachile trigonaspis
Megachile trigonaspis là một loài Hymenoptera trong họ Megachilidae. Loài này được Schrottky mô tả khoa học năm 1913.